# Tangenziale di Tolosa
La tangenziale di Tolosa (in francese: périphérique de Toulouse) è un anello di autostrade urbane insieme lungo 35 km, quasi interamente su 2 carreggiate da 3 corsie, che circonda la città di Tolosa. Si compone di due rami che collegano le autostrade A61 e A62, uno che passa a sud e a ovest della città (A620, ex tangenziale ovest), l'altro che passa ad est (A62-A61, ex tangenziale est). Questi due rami sono collegati da raccordi che consentono la continuità della circolazione.
La parte del raccordo che ha a destra il centro città nel senso della guida è chiamato "tangenziale interna" (périphérique intérieur). Si chiama invece "tangenziale esterna" (périphérique extérieur) l'anello che ha invece il centro cittadino sulla sinistra durante la guida. Non è più il ramo (est o ovest) che definisce la natura del dispositivo, ma la direzione del traffico. Nella segnalazione, un logo specifico è stato creato per indicare alle uscite l'inserimento del dispositivo e fa riferimento alla direzione di flusso (esterno o interno)
Sull'intero dispositivo, la velocità è limitata a 90 km/h per le auto e 80 km/h per i camion. Inizialmente i limiti erano di 110 km/h e 90 km/h, rispettivamente,  ma, per ridurre le emissioni di gas di scarico e particelle inquinanti prodotto da veicoli i limiti vennero ridotti durante l'estate del 2006. La misura venne rinnovata per l'estate del 2007 e divenne permanente il 4 ottobre 2007.

## Storia
La tangenziale ovest, chiamata anche autoroute française A620 è la via urbana rapida che collega la A61 all'A62, aggirando la città da ovest. Questo ramo della tangenziale attraversa l'area urbanizzata in quanto è stato costituito da una serie di vie rapide costruite negli anni 1970 e poi riallacciate fra di loro per creare una tangenziale che evitasse di attraversare Tolosa. Solamente nel 1995 l'intero tracciato dell'anello circolare è stato chiuso grazie all'eliminazione della rotonda sulla nazionale 20 di fronte all'impianto AZF  e la costruzione del ponte dell'ONIA (antico nome della fabbrica AZF) e dell'interscambio fra A64 e A620.
Contrariamente alla tangenziale ovest, la tangenziale est è più recente ed attraversa zone poco abitate dei sobborghi della città, passando in buona parte per la valle del Hers Mort al confine comunale tra Tolosa e Balma. Chiamata anche "autostrada A61/A62" (autoroute française A61/A62), è stata commissionata all'inizio degli anni 1990 per chiudere l'autostrada ad anello che aggirava la città di Tolosa. Originariamente chiamata A612, la sezione è stata rinominata A621, quindi A61/62 quando la designazione "Autoroute A621" è stata assegnata all'autostrada Tolosa-Blagnac. Il limite tra A61 e A62 è segnato dall'inizio della A68 che collega Tolosa con Albi.